# Liste der Superintendenten in Eilenburg
Die Liste der Superintendenten in Eilenburg enthält alle Träger dieses Amtes in der von 1530 bis 1978 bestehenden Ephorie Eilenburg. Bis auf einen kurzen Zeitraum in der zweiten Hälfte des 19. Jahrhunderts war der Superintendent zugleich Oberpfarrer an der Stadtkirche Sankt Nikolai in Eilenburg.
|     | Amtszeit  | Name                              | Anmerkungen                                                                                      |
| --- | --------- | --------------------------------- | ------------------------------------------------------------------------------------------------ |
| 1.  | 1530–1543 | Andreas Kauxdorf                  | erster evangelischer Pfarrer; von Martin Luther eingesetzt                                       |
| 2.  | 1543–1555 | Leonhard Engelberger              | zuvor Diakon in Colditz und Archidiakon in Wurzen                                                |
| 3.  | 1555–1570 | Gallus Döbler                     | zuvor kurfürstlich-sächsischer Hofprediger in Dresden Urgroßvater des Lieddichters Paul Gerhardt |
| 4.  | 1571–1595 | Caspar Starcke                    | Großvater von Paul Gerhardt                                                                      |
| 5.  | 1596–1603 | Paul Jenisch                      |                                                                                                  |
| 6.  | 1603–1611 | Martin Büttner                    |                                                                                                  |
| 7.  | 1612–1617 | Nikolaus Hunnius                  |                                                                                                  |
| 8.  | 1617–1645 | Friedrich Leyser                  |                                                                                                  |
| 9.  | 1645–1663 | Joachim Buchholz                  |                                                                                                  |
| 10. | 1664–1681 | Johann Christoph Nicolai          |                                                                                                  |
| 11. | 1682–1691 | Johann Andreas Kunad              |                                                                                                  |
| 12. | 1692–1711 | Adam Herold                       |                                                                                                  |
| 13. | 1711–1724 | Christoph Heinrich Zeibich        |                                                                                                  |
| 14. | 1725–1756 | Johann Gottfried Rochau           |                                                                                                  |
| 15. | 1757–1771 | Christian Ernst Schmidt           |                                                                                                  |
| 16. | 1771–1774 | Polycarp Friedrich Elteste        |                                                                                                  |
| 17. | 1774–1792 | Johann Andreas Kranold            |                                                                                                  |
| 18. | 1792–1802 | Christian Gottfried Heinrich      |                                                                                                  |
| 19. | 1803–1826 | Friedrich August Ludwig Nietzsche | Großvater des Philosophen Friedrich Nietzsche                                                    |
| 20. | 1827–1850 | Johann Ludwig Ehrhardt            |                                                                                                  |
| –   | 1851      | Daniel Vörckel                    | Superintendent-Vikar                                                                             |
| 21. | 1856–1879 | Heinrich Eduard Schenk            | Pfarrer zu Wölkau (1835–1880)                                                                    |
| –   | 1880      | Gotthilf Traugott Kretschel       | Superintendent-Vikar                                                                             |
| 22. | 1883–1887 | Gustav Fischer                    | Pfarrer zu Wölkau (1880–1887); zunächst stellvertretend, offizielle Einführung 1883              |
| 23. | 1888–1906 | Hermann Karl Wurm                 |                                                                                                  |
| 24. | 1906–1925 | Wilhelm Büchting                  |                                                                                                  |
| 25. | 1925–1951 | Georg Emil Heinzel                |                                                                                                  |
| 26. | 1952–1971 | Armin Horst Edler                 | große Verdienste um den Wiederaufbau der Nikolaikirche                                           |
| 27. | 1972–1978 | Andreas Hans-Joachim Danzmann     |                                                                                                  |

## Onlinequelle
- Verzeichnis der Superintendenten von Eilenburg, pfarrerbuch.de, abgerufen am 7. Mai 2023